# Castañeda
Castañeda és un municipi de la Comunitat Autònoma de Cantàbria. Limita al nord amb Piélagos i Villaescusa, a l'oest amb Puente Viesgo, al sud amb Santiurde de Toranzo i a l'est amb Santa María de Cayón. Està situat en la conca del Pas, concretament discorre per aquest municipi el riu Pisueña.

## Localitats
- La Cueva.
- Pomaluengo/Pumaluengu (Capital).
- Socobio/Socobiu.
- Villabáñez.

## Demografia
| 1900  | 1910  | 1920  | 1930  | 1940  | 1950  | 1960  | 1970  | 1980  | 1990  | 2000  | 2007  |
| ----- | ----- | ----- | ----- | ----- | ----- | ----- | ----- | ----- | ----- | ----- | ----- |
| 1.112 | 1.127 | 1.323 | 1.417 | 1.566 | 1.496 | 1.668 | 1.635 | 1.616 | 1.604 | 1.423 | 1.770 |

Font: INE

## Administració
| Eleccions municipals, 23 de maig de 2003 |      |        |          |
| Partit                                   | Vots | %      | Regidors |
| PRC                                      | 598  | 51,33% | 5        |
| PP                                       | 465  | 39,91% | 4        |

| Eleccions municipals, 27 de maig de 2007 |      |        |          |
| Partit                                   | Vots | %      | Regidors |
| PP                                       | 512  | 42,31% | 4        |
| PRC                                      | 494  | 40,83% | 4        |
| PSOE                                     | 107  | 8,84%  | 1        |